# Státní svátky Slovinska
Státní svátky Slovinska jsou upraveny zákonem o státních svátcích a dnech pracovního klidu v Republice Slovinsko (slovinsky zakon o praznikih in dela prostih dnevih v Republiki Sloveniji), jenž rozlišuje státní svátky, které jsou zároveň i dny pracovního klidu, státní svátky, které nejsou dny pracovního klidu, a dny pracovního klidu. Slovinské státní svátky lze rozdělit na církevní a občanské, přičemž tři státní svátky nejsou dny pracovního klidu. Dnů pracovního klidu – bez statutu státního svátku – je šest.
Slovinská zákonná úprava výslovně stanovuje, že pokud připadne státní svátek na neděli, nepřesouvá se den pracovního klidu na bezprostředně následující pracovní den. Před rokem 1991 jugoslávská úprava toto připouštěla.

## Přehled svátků a dnů pracovního klidu
| Datum          | Český název                                   | Místní název                                       | Poznámka                                                                                |
| -------------- | --------------------------------------------- | -------------------------------------------------- | --------------------------------------------------------------------------------------- |
| 1. – 2. leden  | Nový rok                                      | Novo leto                                          |                                                                                         |
| 8. února       | Prešerenův den, slovinský kulturní svátek     | Prešernov dan, slovenski kulturni praznik          | Výročí úmrtí France Prešerena (1849)                                                    |
|                | Velikonoce                                    | Velika noč                                         |                                                                                         |
|                | Letnice                                       | Binkošti                                           |                                                                                         |
| 27. dubna      | Den odporu proti okupaci                      | Dan upora proti okupatorju                         | Vznik Osvobozenecké fronty (1941)                                                       |
| 1. – 2. května | Svátek práce                                  | Praznik dela                                       |                                                                                         |
| 25. června     | Den státnosti                                 | Dan državnosti                                     | Vyhlášení nezávislosti (1991)                                                           |
| 15. srpna      | Nanebevzetí Panny Marie                       | Marijino vnebovzetje                               |                                                                                         |
| 17. srpna      | Spojení Slovinců ze Zámuří s matičním národem | Združitev prekmurskih Slovencev z matičnim narodom | Připojení Zámuří ke Království SHS (1919)                                               |
| 15. září       | Připojení Přímoří k matičnímu státu           | Vrnitev Primorske k matični domovini               | Platnost mírové smlouvy s Itálií (1947)                                                 |
| 31. října      | Den reformace                                 | Dan reformacije                                    | Význam reformace pro evropskou kulturu. 31. října 1517 Luther publikoval svých 95 tezí. |
| 1. listopadu   | Památka zesnulých                             | Dan spomina na mrtve                               |                                                                                         |
| 23. listopadu  | Den Rudolfa Maistra                           | Dan Rudolfa Maistra                                | Odzbrojení Schutzwehru a získání Mariboru (1918)                                        |
| 25. prosince   | Vánoce                                        | Božič                                              |                                                                                         |
| 26. prosince   | Den samostatnosti a jednoty                   | Dan samostojnosti in enotnosti                     | Vyhlášení výsledků referenda o samostatnosti (1990)                                     |